# Parábola semicúbica

Parábolas semicúbicas para diferentes valores de a.

Em matemática, uma parábola semicúbica AO 1990 é uma curva definida parametricamente como:
{\displaystyle x=t^{2}\,}
{\displaystyle y=t^{3}.\,}
O parâmetro pode ser eliminado para fornecer a equação
{\displaystyle y=\pm ax^{3 \over 2}.}

## Propriedades
Um caso especial de parábola semicúbica é a evoluta da parábola
{\displaystyle x={3 \over 4}(2y)^{2 \over 3}+{1 \over 2}.}
A expansão da catacáustica cúbica de Tschirnhausen mostra que ela própria também é uma parábola semicúbica:
{\displaystyle x=3(t^{2}-3)=3t^{2}-9\,}
{\displaystyle y=t(t^{2}-3)=t^{3}-3t.\,}

## História
A parábola semicúbica foi descoberta em 1657 por William Neile, que determinou seu comprimento de arco. Foi a primeira curva algébrica (excluindo a reta) a ser retificada. Ela é a única trajetória possível para uma partícula que, ao movimentar-se sob a ação da gravidade, percorre intervalos verticais iguais em tempos iguais.